# Champmaillot
Champmaillot est un ancien quartier de Dijon qui a donné son nom à l'Hôpital de Champmaillot, ou Centre gériatrique de Champmaillot , un ses sites du Centre hospitalier universitaire de Dijon.

## Description
Le centre gériatrique compte  plusieurs services
- Un service de Gériatrie Ambulatoire comportant l'hôpital de jour gériatrique, les consultations gériatriques, l'Équipe Mobile de Gériatrie (EMG) et l'Unité de Coordination en Oncogériatrie de Bourgogne (UCOGB)
- Une service de Gériatrie aiguë (Médecine Interne Gériatrie) de 60 lits répartis en deux unités
- Deux de Soins de Suite et Réadaptation Gériatrique (SSRG) de 68 lits
- Un Etablissement d'Hébergement pour Personnes Âgées Dépendantes (EHPAD) de 249 places, intégrant aussi un Centre d'Accueil de Jour (CAJPAD)

Parmi les places en EHPAD on note :
+Deux EHPAD SMTI
+Deux EHPAD sécurisées (uhr et chatod)
+Et trois services dit classiques

## Site
Le site est un parc arboré soigneusement entretenu. Une statue du sculpteur dijonnais Paul Gasq, La Bonté y a été installée en 2009.